# الکاره
الکاره (به فرانسوی: El Gara) یک شهرک در مراکش است که در استان برشید واقع شده‌است. الکاره ۲۰٬۸۵۵ نفر جمعیت دارد.